# Ipsis Gráfica e Editora
Ipsis Gráfica e Editora é uma empresa brasileira dos setores editorial e gráfico. Foi fundada em 1946 em Santo André (São Paulo). Em 1984 passou a investir mais fortemente em livros de arte e cultura, tornando-se líder no mercado nacional nesta área.
A empresa ganhou diversos prêmios nacionais e internacionais relacionados à indústria gráfica, como o Premier Print Awards (da Printing Industries of America), o Prêmio Theobaldo de Nigris (da Confederación Latinoamericana de la Industria Gráfica) e o Prêmio Fernando Pini (da Associação Brasileira da Indústria Gráfica). Em 2018, ganhou o Prêmio Jabuti na categoria "Impressão" por seu trabalho no livro Bruno Dunley, da Associação para o Patronato Contemporâneo.